# Gleiritsch

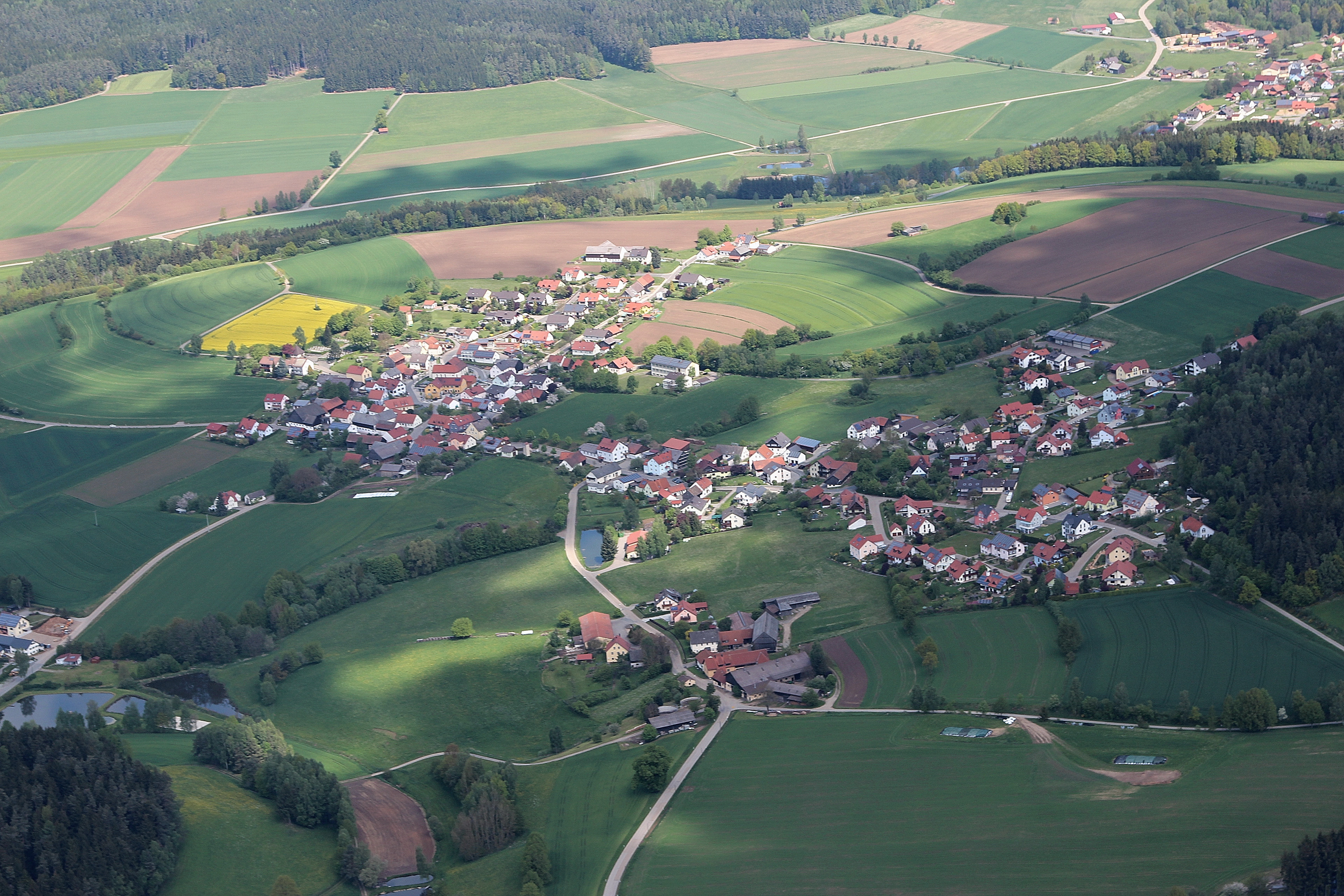
Gleiritsch (2014)

Gleiritsch è un comune tedesco di 667 abitanti, situato nel land della Baviera.